# Louise-Geneviève Gillot de Saintonge
Louise-Geneviéve Gillot de Saintonge, mais conhecida por Madame de Saintonge (Paris, 1650 – Paris, 24 de Março de 1718) foi uma escritora e libretista francesa, de ascendência portuguesa, autora de diversas obras publicadas em Paris e Dijon, incluindo uma biografia do rei D. António I de Portugal.

## Biografia
Madame de Saintonge nasceu no ano de 1650, na cidade de Paris, filha de Pierre Gillot, senhor de Doncourt, e de Geneviéve Gomes de Vasconcelos, sobrinha de Ciprião de Figueiredo e Vasconcelos, um dos principais apoiantes de D. António, Prior do Crato. Tendo casado com o senhor de Saintonge, um reputado jurista do parlamento francês, ficou conhecida sob o nome literário de Madame de Saintonge.
Publicou numerosas obras, incluindo dois volumes de poemas dramáticos e várias traduções, bem como as tragédias líricas em cinco actos Didon e Circé, obras que foram musicadas por Henry Desmarest, publicadas em 1693 e 1694, as quais obtiveram razoável êxito no teatro da Académie Royale de Musique.
Teve grande impacto em Portugal a sua obra Histoire secrète de Dom Antoine Roy de Portugal, tirée des mémoires de Dom Gomes Vasconcellos de Figueiredo (Paris, 1696), por ser uma das primeiras biografias daquele rei, se não a primeira, a ser publicada.
Foi enterrada na igreja parisiense de Saint Louis en L'Isle.

## Obras
- Poésies galantes  J. Guignard, Paris, in-12. 1696
- Poésies diverses de Mme de Sainctonge, 2e édition  A. de Fay, Dijon 1714
- Histoire secrète de dom Antoine, roi de Portugal, J. Guignard,  Paris 1696
- La Diane de Montemayor, ou Avantures secrètes de plusieurs Grands d'Espagne, avec l'Heureux larcin, la Princesse des Isles inconnues, et l'Amant ingénieux, contes. Ensemble, l'Origine des contes, ou le Triomphe de la folie sur le bon goût. P. Prault, Paris 1733
- Didon, tragédia lírica sobre uma música de Desmarest, impr. de C. Ballard, Paris 1693 Lire en ligne sur Gallica
- Circé, tragédia musicada representada pela Académie royale de musique; música de Henry Desmarets, 1694 chez A. Schelte (suivant la copie imprimée à Paris ; à Amsterdam), 1695 Lire en ligne sur Gallica
  - data BNF